# 8SPORTS
『8SPORTS』（エイト・スポーツ）は、関西テレビで不定期に放送されているスポーツ番組である。2022年7月25日深夜（7月26日未明）から2024年3月26日深夜（3月25日未明）までは原則として毎月第4月曜深夜（火曜未明）の0:25 - 1:25に放送されていた。

## 概要
関西テレビにおけるスポーツ情報番組としては、2021年年末で終了した『こやぶるSPORTS』以来となるもので、世界に誇る日本のアスリートの「心を震わす感動と行動を起こさせる衝動」を様々な角度から取材するスポーツドキュメンタリーである。

## 放送リスト
1. 2022年7月26日（25日深夜）鳥谷敬（プロ野球）、大久保嘉人（サッカー）、寺内健（水泳 飛び込み）・知られざる秘話満載!アラフォーアスリート男子会
2. 2022年8月23日（22日深夜）伊藤美誠（卓球）、杉原愛子（体操）、玉井陸斗（水泳 飛び込み）、丸山城志郎（柔道）・アスリートに問う「東京五輪とは?」オムニバス・ドキュメンタリー（ナレーター:北浦愛）
3. 2022年9月27日（26日深夜）阪神タイガース 糸井嘉男（41）超人の引き際　—引退を決断した本当の理由—（ナレーター:佐藤隆太）
4. 2022年10月25日（24日深夜）プロ野球ドラフト会議2022 ー野球に人生を懸ける男たちー（ナレーター:関野浩之）
5. 2022年11月22日（21日深夜）プロ野球 戦力外通告を受けた男たちの真実（ナレーター:桐谷健太）
6. 2022年12月27日（26日深夜）レジェンド×超新星 ダブル対談スペシャル
7. 2023年1月24日（23日深夜）関西から飛び立つ野球人
8. 2023年2月28日（27日深夜）藤川球児×鳥谷敬 初対談!新生岡田阪神を徹底解剖
9. 2023年3月28日（27日深夜）高校最後の"卒業試合"密着ドキュメント～コロナに翻弄された春高バレー～
10. 2023年4月25日（24日深夜）藤浪晋太郎 逆境から世界の頂きへ挑戦する理由
11. 2023年5月23日（22日深夜）この一戦に懸ける 崖っぷちの男たち（ナレーター:市原隼人）
12. 2023年6月27日（26日深夜）プロ野球 オリックス・阪神 関西2球団 強さの秘密を徹底解剖
13. 2023年7月25日（24日深夜）伊藤美誠（卓球）、玉井陸斗（水泳 飛び込み）、中村輪夢（BMX）、福島あゆみ（ブレイキングダンス）・あと1年…アスリートにとって「パリ五輪」オムニバス・ドキュメンタリー
14. 2023年8月29日（28日深夜）ダンスにかけた青春～日本一を目指して～全国高等学校ダンスドリル選手権ドキュメント（ナレーター:伊原六花）
15. 2023年9月26日（25日深夜）阪神タイガース 優勝ドキュメンタリー 18年ぶりに訪れた歓喜の真実
16. 2023年10月24日（23日深夜）祝59年ぶり関西ダービー! 日本シリーズ徹底激論SP（ゲスト:シャンプーハット）[1]
17. 2023年11月28日（27日深夜）仲間とともに…部活動に捧げた汗と涙の青春ストーリー 高校生アスリートドキュメント
18. 2024年1月4日（3日深夜）鶴瓶×球児のスポーツな噺（ゲスト:笑福亭鶴瓶）
19. 2024年1月23日（22日深夜）パリへの譲れない想い 女性マラソンランナーに迫るドキュメンタリー（ナレーター:北浦愛）
20. 2024年2月27日（26日深夜）祝J開幕! 俺たち関西4クラブにゅ～す 32年目を迎えたJリーグの知らぜざる魅力を教えます!（スタジオMC:播戸竜二・池田愛恵里、ゲスト:ダブルヒガシ）
21. 2024年3月26日（25日深夜）プロ野球開幕直前! 鳥谷敬が阪神&オリックス 優勝へのキーマンに迫る!&MLB開幕戦の知られざる裏側を弾丸リポート
22. 2024年7月9日（8日深夜）私がパリを目指した理由～女性アスリートの五輪にかける想いと情熱～（ナレーター:北浦愛）
23. 2024年9月17日（16日深夜）人生を変えた五輪“私たち、僕たちのParis”
24. 2024年12月28日（27日深夜）鶴瓶×球児のスポーツな噺（ゲスト:笑福亭鶴瓶）
25. 2025年3月25日（24日深夜）V奪還へ! 新生・藤川阪神を徹底解剖SP
26. 2025年8月19日（18日深夜）元阪神・糸井嘉男がマスターを務める「純喫茶 超人」へようこそ

## 番組テーマソング
- KOTORI 『GOLD』